# Wendling (Norfolk)
Pour les articles homonymes, voir Wendling (homonymie).
Wendling est une paroisse civile et un village du Norfolk, en Angleterre.